# Андорра на летних Олимпийских играх 2012
Андорра принимала участие в летних Олимпийских играх 2012 года, которые проходили в Лондоне (Великобритания) с 27 июля по 12 августа, где её представляли 6 спортсменов в четырёх видах спорта. На церемонии открытия Олимпийских игр флаг Андорры стрелок Жоан Томас Рока, а на церемонии закрытия — марафонец Антони Бернадо.
На летних Олимпийских играх 2012 Андорра вновь не сумела завоевать свою первую олимпийскую медаль. В составе команды Андорры можно выделить стрелка и знаменосца Жоана Томаса Року, которому на момент соревнований исполнился 61 год, правда, и столь серьёзный опыт не помог ветерану. В соревнованиях по трапу он занял 33-е место из 34 участников, опередив лишь белоруса Андрея Коваленко.

## Состав и результаты

### Дзюдо
Мужчины
| Соревнование | Спортсмены     | 1/32 финала        | 1/16 финала               | 1/8 финала                | Четвертьфинал        | Полуфинал            | Финал                | Место |
| Соревнование | Спортсмены     | Соперник Результат | Соперник Результат        | Соперник Результат        | Соперник Результат   | Соперник Результат   | Соперник Результат   | Место |
| ------------ | -------------- | ------------------ | ------------------------- | ------------------------- | -------------------- | -------------------- | -------------------- | ----- |
| до 66 кг     | Даниэль Гарсия | Не участвовал      | PARА. Асеведо В 0020:0001 | ESPС. Уриарте П 0002:0013 | Завершил выступление | Завершил выступление | Завершил выступление | 9     |

### Лёгкая атлетика
Сборная Андорры завоевала лицензию B в марафоне, которая даёт право выставить одного спортсмена в данной дисциплине. Получивший эту лицензию Антони Бернадо пересек финишную линию семьдесят четвертым с результатом 2:28.34. В женских соревнованиях Андорру представляла пятнадцатилетняя бегунья на 100 метров Кристина Льовера, показавшая 18-й результат среди тридцати двух участниц предварительных забегов, что не позволило ей пройти в четвертьфинал соревнований.
Мужчины
Шоссейные виды
| Соревнование | Спортсмены     | Результат | Место |
| ------------ | -------------- | --------- | ----- |
| Марафон      | Антони Бернадо | 2:28:34   | 74    |

Женщины
Беговые виды
| Соревнование | Спортсмены       | Отборочный раунд | Отборочный раунд | Отборочный раунд | Четвертьфинал         | Четвертьфинал         | Четвертьфинал         | Полуфинал             | Полуфинал             | Полуфинал             | Финал                 | Финал                 |
| Соревнование | Спортсмены       | Забег            | Результат        | Место            | Забег                 | Результат             | Место                 | Забег                 | Результат             | Место                 | Результат             | Место                 |
| ------------ | ---------------- | ---------------- | ---------------- | ---------------- | --------------------- | --------------------- | --------------------- | --------------------- | --------------------- | --------------------- | --------------------- | --------------------- |
| 100 метров   | Кристина Льовера | 2                | 12,78            | 5                | Завершила выступление | Завершила выступление | Завершила выступление | Завершила выступление | Завершила выступление | Завершила выступление | Завершила выступление | Завершила выступление |

### Плавание
Мужчины
| Соревнование           | Спортсмены   | Отборочный раунд | Отборочный раунд | Отборочный раунд | Полуфинал            | Полуфинал            | Полуфинал            | Финал                | Финал                | Итоговое место |
| Соревнование           | Спортсмены   | Заплыв           | Результат        | Место            | Заплыв               | Результат            | Место                | Результат            | Место                | Итоговое место |
| ---------------------- | ------------ | ---------------- | ---------------- | ---------------- | -------------------- | -------------------- | -------------------- | -------------------- | -------------------- | -------------- |
| 200 метров баттерфляем | Осине Асьяне | 1                | 2:06,37          | 5                | Завершил выступление | Завершил выступление | Завершил выступление | Завершил выступление | Завершил выступление | 37             |

Женщины
| Соревнование        | Спортсмены     | Отборочный раунд | Отборочный раунд | Отборочный раунд | Полуфинал             | Полуфинал             | Полуфинал             | Финал                 | Финал                 | Итоговое место |
| Соревнование        | Спортсмены     | Заплыв           | Результат        | Место            | Заплыв                | Результат             | Место                 | Результат             | Место                 | Итоговое место |
| ------------------- | -------------- | ---------------- | ---------------- | ---------------- | --------------------- | --------------------- | --------------------- | --------------------- | --------------------- | -------------- |
| 100 метров на спине | Моника Рамирес | 1                | 1:07,72          | 2                | Завершила выступление | Завершила выступление | Завершила выступление | Завершила выступление | Завершила выступление | 42             |

### Стрельба
Мужчины
| Соревнование | Спортсмены      | Квалификация | Квалификация | Финал                | Финал                | Итоговое место |
| Соревнование | Спортсмены      | Очки         | Место        | Очки                 | Место                | Итоговое место |
| ------------ | --------------- | ------------ | ------------ | -------------------- | -------------------- | -------------- |
| Трап         | Жоан Томас Рока | 103          | 33           | Завершил выступление | Завершил выступление | 33             |